# تپه گوگجه
تپه گوگجه در شهرستان گنبدکاووس، روستای حاجی قوشان واقع شده و این اثر در تاریخ ۲۵ اسفند ۱۳۷۹ با شمارهٔ ثبت ۳۶۵۱ به‌عنوان یکی از آثار ملی ایران به ثبت رسیده است.